# Estreito de Hendriksen

O Estreito de Hendriksen é uma via aquática natural no Arquipélago Ártico Canadiano no território de Nunavut. Separa a ilha Amund Ringnes (a norte) da Ilha Cornwall (a sul).  A leste comunica com a Baía Norueguesa.